# Dofus
Dofus — массовая многопользовательская ролевая онлайн-игра (MMORPG), использующая flash-графику и фэнтезийный сеттинг с уклоном в стимпанк. Разработчиком и издателем является французская компания Ankama Games. Изначально была выпущена только на французском языке, но впоследствии была переведена на многие другие. По всему миру насчитывается более 10 миллионов игроков, но наибольшей популярностью она пользуется во Франции. Является приквелом Wakfu.
Dofus представляет собой смесь пошаговой стратегии и ролевой игры с изометрической графикой. Находится в режиме регулярных обновлений.
В декабре 2011 года Mail.Ru Group издала русскую локализованную версию Dofus. С 16 января 2013 года русскоязычный сервер под именем Нигруст по требованию разработчика передан под его управление и переименован в Padgref (в русификации и на игровом форуме именовался Нигруст). Со 2 мая 2017 года этот сервер объединён с также популярным среди россиян сервером Rushu и рядом других евроязычных серверов в новый сервер Echo.

## Игровой процесс
Действие игры происходит в «Мире Двенадцати», названном в честь существующих в нём 12 божеств, а также в измерениях, создаваемых этими божествами, и внеизмеренческом Кросмосе. Игрокам доступны 18 рас-классов с прокачкой в пошаговых боях до 200 уровня и возможностью развивать определённые стихийные направления (огненное, водное и пр.); 5 ресурсособирающих и около десятка производящих и экспертных ремёсел до 200 уровня, с упором на собственное производство необходимого инвентаря и оружия; система прямого и непрямого обмена между игроками; покупка недвижимого имущества в городах; фракционное и гильдейное группирование (с влиянием на ресурсоёмкость территорий и транспортную систему); собственное микро-измерение Haven Bag, дом с настраиваемым внутренним дизайном.

## Награды
Игра получила множество международных игровых наград, среди них премия Биттен Эрни (Bytten Ernie) 2007 года в номинации «Лучшая графика и концепт-арт», а также награда «Выбор публики» на Фестивале независимых игр в 2006.

### Другие награды
- «Лучшая игра» и «Выбор публики» на Flash-фестивале во Франции в мае 2004 года.
- «Игра месяца» по версии журнала Edge в июле 2005 года.
- «Лучшая игра» и «Выбор публики» на видеофестивале Flashforward в Сиэтле в феврале 2006 года.